# ISO 3166-2:BJ
ISO 3166-2:BJ és el subconjunt per a Benín de l'estàndard ISO 3166-2, publicat per l'Organització Internacional per Estandardització (ISO) que defineix els codis de les principals subdivisions administratives.
Actualment per a Benín, l'estàndard ISO 3166-2, està format per 12 departaments.
Cada codi es compon de dues parts, separades per un guió. La primera part és BJ, el codi ISO 3166-1 alfa-2 per a Benín. La segona part són dues lletres.

## Codis actuals
Els noms de les subdivisions estan llistades segons l'ISO 3166-2 publicat per la "ISO 3166 Maintenance Agency" (ISO 3166/MA).
| Codi  | Nom de la subdivisió (fr) |
| ----- | ------------------------- |
| BJ-AL | Alibori                   |
| BJ-AK | Atakora                   |
| BJ-AQ | Atlantique                |
| BJ-BO | Borgou                    |
| BJ-CO | Collines                  |
| BJ-DO | Donga                     |
| BJ-KO | Kouffo                    |
| BJ-LI | Litoral                   |
| BJ-MO | Mono                      |
| BJ-OU | Ouémé                     |
| BJ-PL | Planell                   |
| BJ-ZO | Zou                       |